# Maják Hyskeir
Maják Hyskeir je maják na skalnatém ostrůvku Hyskeir asi 8 km jihozápadně od ostrova Canna ve Vnitřních Hebridách v hrabství Highland v západním Skotsku. Je dálkově řízen Northern Lighthouse Board v Edinburghu.

## Historie
Jak Hyskeir, tak Canna jsou nízko položené ostrovy a před výstavbou majáku byly oba z moře obtížně pozorovatelné. Maják navrhli skotští stavební inženýři David Alan Stevenson a Charles Alexander Stevenson a postavila ho firma MM D & J MacDougall z Obanu v roce 1904. Maják byl v roce 1959 elektrifikován a výměna osádky byla prováděna vzduchem. Zásoby byly dováženy loděmi. V roce 1972 byla zřízena vrtulníková přistávací plošina. Obsluha majáku byla až do března 1997 a maják stal se jedním z posledních majáků ve Skotsku, které byly automatizovány. Strážci byli krátce známí díky svému tříjamkovému golfovému hřišti poté, co se objevili v televizi.

## Popis
Maják je 39 m vysoká válcová věž s ochozem a lucernou, která je připojena k jednopatrové budově. Věž je bílá a lucerna je černá. Lucerna je vybavena hyperradiální Fresnelovu čočkou. Na věž vede 155 schodů.
Světlo je umístěno ve výšce 41 m n. m. a má svítivost 788 000 cd, vydává každých třicet sekund tři jasné záblesky, označuje jižní konec zálivu Minch a varuje před Mills Rocks, ostrovem Canna a Hyskeir.
Pro strážce majáku bylo postaveno několik domů. Rodiny strážců bydlely na Pulpit Hill v Obanu.
Lokalita je přístupná pouze lodí nebo vrtulníkem, pokud je plavba nebezpečná.